# Magnús Scheving
Magnús Örn Eyjólfsson Scheving (Borgarnes, 10 de novembre de 1964) és un exgimnasta, escriptor, productor i actor islandès, més conegut pel seu paper a Vilamandra (LazyTown).

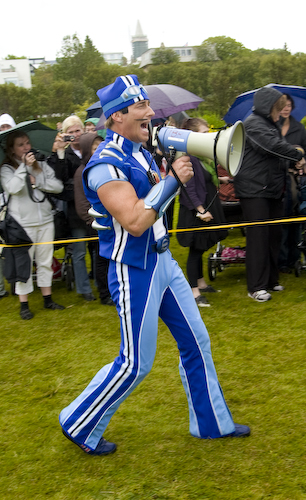
Scheving interpretant Sportacus.

Va apostar amb un amic seu que haurien de ser els millors en un esport. A Magnús li va tocar la gimnàstica aeròbica, disciplina en què fou campió europeu el 1994 i 1995. Va crear i participar en la sèrie infantil Vilamandra, que fou retransmesa a més de 109 països de tot el món i traduïda a 18 idiomes. Interpretava el paper protagonista, Sportacus. És l'autor del best-seller "Àfram Latibær!", en el qual es promovia la salut dels infants d'una manera divertida. També participà en la pel·lícula The Spy Next Door juntament amb Jackie Chan. Va ser-li atorgat el premi Guinness per ser el protagonista amb més diners invertits en una sèrie infantil, en la setena posició, amb 249 milions d'euros.